# Santa Eulália (São Martinho de Mouros)
Santa Eulália es una aldea portuguesa situada en la freguesía de São Martinho de Mouros, del municipio de Resende y distrito de Viseo.

## Geografía
La aldea consta de 14,67 km² de superficie y 1738 habitantes (2001). Su densidad de población es de 118,5 hab/km².